# Bodilpriset för bästa icke-amerikanska film
Bodilpriset för bästa icke-amerikanska film är ett av Bodilprisen som delas ut av Filmmedarbejderforeningen i Danmark och instiftades 1948. Kommittén kan avstå att dela ut något pris om den menar att ingen film är värdig priset. 
Priskategorin kallades från början bästa europeiska film, men sedan 2001 heter den bästa icke-amerikanska film.

## 1940-talet
- 1948 De röda skorna av Michael Powell och Emeric Pressburger
- 1949 Hamlet av Laurence Olivier

## 1950-talet
- 1950 Den tredje mannen av Carol Reed
- 1951 Cykeltjuven av Vittorio De Sica
- 1952 Skuggan av en man av Anthony Asquith
- 1953 Bara en mor av Alf Sjöberg
- 1954 Förbjuden lek av René Clément
- 1955 Umberto D. av Vittorio De Sica
- 1956 La Strada - landsvägen av Federico Fellini
- 1957 Sommarnattens leende av Ingmar Bergman
- 1958 Drömmarnas gränd av René Clair
- 1959 Smultronstället av Ingmar Bergman

## 1960-talet
- 1960 De 400 slagen av François Truffaut
- 1961 Ballad om en soldat av Grigorij Tjuchraj
- 1962 Rocco och hans bröder av Luchino Visconti
- 1963 Jules och Jim av François Truffaut
- 1964 8 ½ av Federico Fellini
- 1965 Den lena huden av François Truffaut
- 1966 Spelets regler av Jean Renoir
- 1967 En blondins kärleksaffärer av Milos Forman
- 1968 Belle de jour - dagfjärilen av Luis Buñuel
- 1969 Play Time av Jacques Tati

## 1970-talet
- 1970 Ådalen 31 av Bo Widerberg
- 1971 Slaktaren av Claude Chabrol
- 1972 Döden i Venedig av Luchino Visconti
- 1973 Nybyggarna av Jan Troell
- 1974 Viskningar och rop av Ingmar Bergman
- 1975 Amarcord av Federico Fellini
- 1976 Yrke: reporter av Michelangelo Antonioni
- 1977 1900 av Bernardo Bertolucci
- 1978 Ödets hand av Alain Resnais
- 1979 Höstsonaten av Ingmar Bergman

## 1980-talet
- 1980 Blecktrumman av Volker Schlöndorff
- 1981 Max Havelaar av Fons Rademakers
- 1982 Den franske löjtnantens kvinna av Karel Reisz
- 1983 Den enfaldige mördaren av Hans Alfredson
- 1984 Carmen av Carlos Saura
- 1985 Paris, Texas av Wim Wenders
- 1986 Ran av Akira Kurosawa (Frankrike/Japan)
- 1987 Mitt liv som hund av Lasse Hallström
- 1988 Kring midnatt av Bertrand Tavernier
- 1989 Vi ses igen, barn av Louis Malle

## 1990-talet
- 1990 En liten film om konsten att döda av Krzysztof Kieślowski
- 1991 Dekalog av Krzysztof Kieślowski
- 1992 Livet leker! av Mike Leigh
- 1993 Howards End av James Ivory
- 1994 -
- 1995 Den röda filmen av Krzysztof Kieślowski
- 1996 Lamerica av Gianni Amelio
- 1997 Trainspotting av Danny Boyle
- 1998 Allt eller inget av Peter Cattaneo
- 1999 Mitt namn är Joe av Ken Loach

## 2000-talet
- 2000 Allt om min mamma av Pedro Almodóvar
- 2001 Crouching Tiger, Hidden Dragon av Ang Lee
- 2002 Sånger från andra våningen av Roy Andersson
- 2003 Tala med henne av Pedro Almodóvar
- 2004 Good Bye, Lenin! av Wolfgang Becker
- 2005 Se mig av Agnès Jaoui
- 2006 Undergången av Oliver Hirschbiegel
- 2007 De andras liv av Florian Henckel von Donnersmarck
- 2008 Pans labyrint av Guillermo del Toro
- 2009 Låt den rätte komma in av Tomas Alfredson

## 2010-talet
- 2010 Waltz With Bashir av Ari Folman
- 2011 Det vita bandet av Michael Haneke
- 2012 Nader och Simin - En separation av Asghar Farhadi
- 2013 Amour av Michael Haneke
- 2014 Blå är den varmaste färgen av Abdellatif Kechiche
- 2015 Turist av Ruben Östlund
- 2016 Mommy av Xavier Dolan
- 2017 Min pappa Toni Erdmann av Maren Ade
- 2018 The Square av Ruben Östlund
- 2019 Roma av Alfonso Cuarón

## 2020-talet
- 2020 Parasit av Bong Joon-ho
- 2021 Porträtt av en kvinna i brand av Céline Sciamma